# Центральная усадьба совхоза «15 лет Октября»
Центральная усадьба совхоза «15 лет Октября» — посёлок в Саратовском районе Саратовской области России. С апреля 2021 года входит состав городского округа Саратова.

## История
Посёлок центральной усадьбы плодосовхоза «15 лет Октября» был образован в 1933 году на месте существовавшей в дореволюционные времена овчарни. В советский период посёлок сначала входил в Карамышский район, а затем вошёл в состав Рыбушанского сельсовета Саратовского района.

## Физико-географическая характеристика
Посёлок расположен в юго-западной части Саратовского района, вблизи к селу Рыбушка, на берегу реки Карамыш. Расстояние до административного центра села Рыбушка — 7 км, до областного центра составляет 50 км. С областным центром посёлок связан автодорогой с твёрдым покрытием.
Часовой пояс
Посёлок Центральная усадьба совхоза «15 лет Октября», как и вся Саратовская область, находится в часовой зоне МСК+1. Смещение применяемого времени относительно UTC составляет +4:00.
Уличная сеть
В посёлке Центральная усадьба совхоза «15 лет Октября» пять улиц: Новая, Садовая, Советская, Центральная, Школьная и одна территория совхоза 15 лет «Октября».

## Население
| 2002 | 2010 |
| ---- | ---- |
| 422  | ↘364 |

В селе проживает:
| Численность по годам | Численность (чел.) | Количество домовладений |
| -------------------- | ------------------ | ----------------------- |
| 2016 год             | 400                | 148                     |
| 2017 год             | 365                | 148                     |
| 2018 год             | 350                | 148                     |
| 2019 год             | 350                | 140                     |

## Инфраструктура
В посёлке работают основная образовательная школа (до 1979 года начальная), сельский дом досуга, фельдшерско-акушерский пункт, магазин(закрыт, на его месте открыт пункт выдачи заказов Ozon). Имеется детская игровая площадка.

## Транспорт
В посёлок можно добраться на маршруте общественного транспорта 285 со Стадиона «Волга», ежедневно организовано до трёх рейсов.

## Фотогалерея

### Посёлок на фотографиях
- Инфраструктура посёлка
- Школа
- Дом культуры
- Детская площадка
- Многоквартирный дом
- Магазин

- Виды посёлка
- Мемориальная доска
- Въездная дорога
- Пруд
- Автобусное сообщение